# José Rotella
José Aquiles Rotella (Asunción, 22 giugno 1983) è un giocatore di calcio a 5 paraguaiano.

## Carriera

### Club
Per buona parte della carriera ha giocato in squadre italiane, vincendo uno scudetto con l'Arzignano e una Coppa Italia di Serie A2 con il Gruppo Fassina.

### Nazionale
Con la Nazionale di calcio a 5 del Paraguay ha disputato le edizioni del 2004 e del 2008 della Coppa del Mondo. Nel corso di quest'ultima ha segnato 4 reti, di cui 2 contro l'Italia. Inserito nella lista provvisoria del Paraguay anche per l'edizione 2012, è stato in seguito escluso poiché squalificato per 5 incontri dalla FIFA in seguito agli incidenti provocati nell'ultimo incontro giocato dalla Albirroja nel mondiale precedente.

## Palmarès
- Campionato italiano: 1
Arzignano: 2005-06
- Coppa Italia di Serie A2: 1
Gruppo Fassina: 2009-10